# Ian Emes

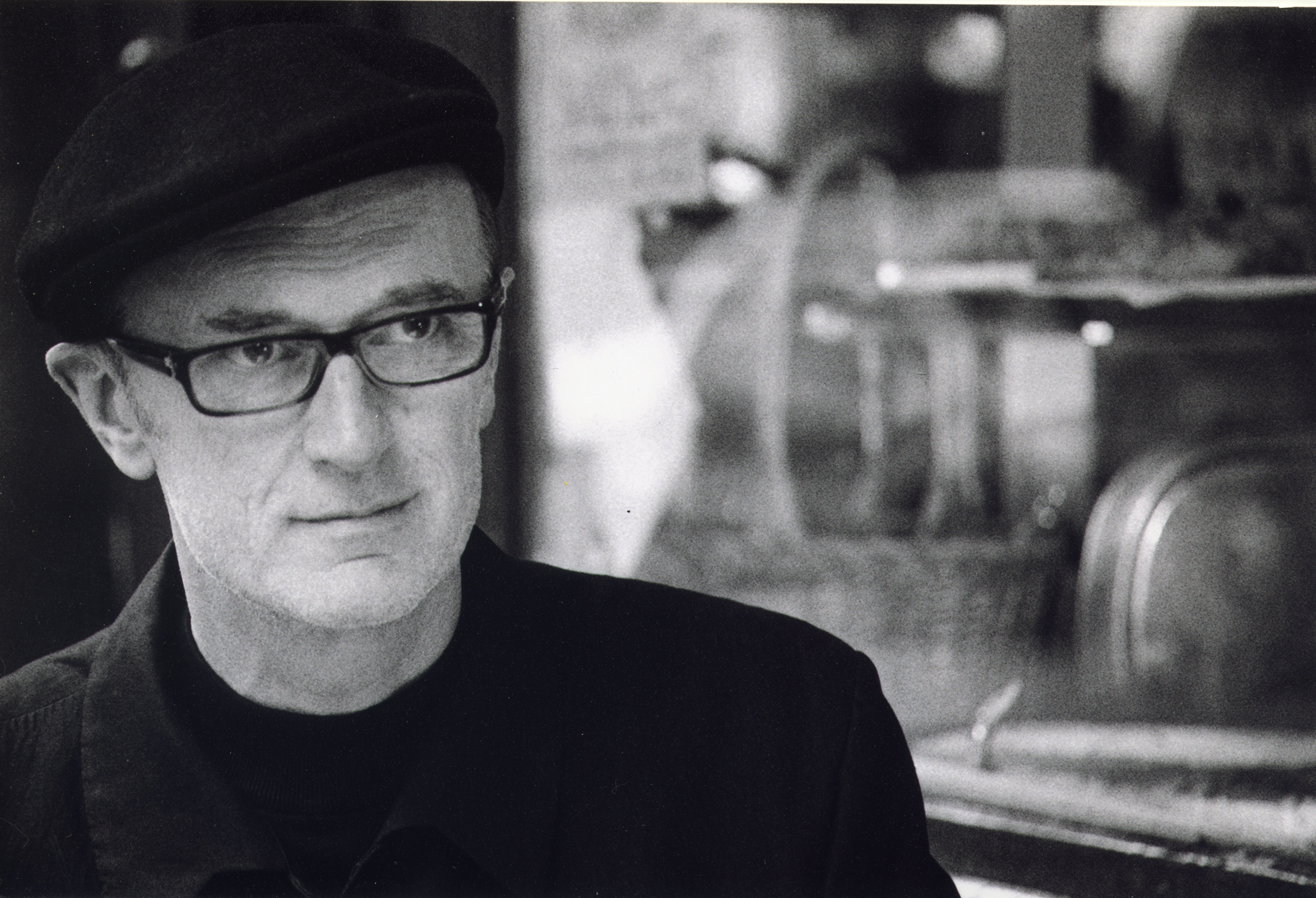
Ian Emes

Ian Ronald Emes, gelegentlich falsch Ian Eames (* 17. August 1949 in Handsworth, Birmingham; †  16. Juli 2023) war ein britischer Animator und Regisseur, der vor allem durch seine Arbeit für die Band Pink Floyd bekannt wurde, die seine Zeichentrickfilme als Hintergrundprojektionen bei ihren Shows verwendeten und als Bonusmaterial ihrer DVDs beigaben.

## Leben
Emes wuchs als Sohn des Polizisten Ronald Emes auf, der außerdem Trainer des olympischen Kanu-Teams war. Ian Emes besuchte die Marsh Hill Boys Technical School in Erdington, Birmingham und studierte in Bristol. Sein erstes Werk French Windows begann er als Student am Birmingham College of Art und beendete es, als er arbeitslos war. Er unterlegte den Zeichentrickfilm mit One of These Days von Pink Floyd. Nachdem es in der Kunstgalerie Ikon Gallery gezeigt wurde, nahm es die Fernsehsendung The Old Grey Whistle Test ins Programm auf und Pink Floyd entdeckten das Video. Die Band lud Emes zu einer Privatvorführung ein und schlugen ihm dann vor, einen Film für den Bühnenhintergrund ihrer Show zu The Dark Side of the Moon zu drehen. Seine Animation zu Time wurde schließlich auf der Pulse-DVD (1995) veröffentlicht. Er drehte außerdem einen Film für Roger Waters’  The Wall: Live In Berlin (1990).
Seine Arbeit für Pink Floyd erregte die Aufmerksamkeit von Linda McCartney, die Emes darum bat, einen Clip zu Wings’ Oriental Nightfish zu drehen. Emes arbeitete außerdem für Mike Oldfield und Duran Duran.
Für seinen Kurzfilm Goodie-Two-Shoes erhielt er 1984 einen BAFTA Award, Kategorie Bester Kurzfilm, sowie eine Oscar-Nominierung. Einen weiteren BAFTA Award erhielt er für die Kinderfernsehserie Bookaboo.
Ian Ronald Emes starb am 16. Juli 2023 im Alter von 73 Jahren an Leukämie.